# Perata
Perata là một chi bướm đêm thuộc họ Erebidae.